# Cot Babahlubue
Cot Babahlubue är ett berg i Indonesien.   Det ligger i provinsen Aceh, i den västra delen av landet, 1 800 km nordväst om huvudstaden Jakarta. Toppen på Cot Babahlubue är 374 meter över havet.
Terrängen runt Cot Babahlubue är varierad.Runt Cot Babahlubue är det ganska tätbefolkat, med 86 invånare per kvadratkilometer. I omgivningarna runt Cot Babahlubue växer i huvudsak städsegrön lövskog.